# Демографија Шведске

## Етноси
Поред Швеђана, Шведски Финци су најбројнија национална мањина која у броју од 50.000 настањује Шведско-Финску границу, има и 450.000 грађана који су прва и друга генерација усељених етничких Финаца. Такође, крајњи север је насељен Лапонцима или Самима (термин Лапонци (Lapps) сматра се пежоративним за ову етничку заједницу).

## Језик
Шведски језик потпуно доминира. Фински језик је тотално сузбијен 60-их година ХХ века. 1999. године Шведска је признала 5 мањинских језика: лапонски, мејанкиели (meänkieli), стандардни фински језик, ромски и јидиш. Ови језици су званични у појединим општинама и регијама у Шведској.

## Усељеници
13,3% становника Шведске су странци. Имиграција је значајно порасла у Другом светском рату, када је 70.000 деце евакуисано из Финске од којих је 15.000 остало после рата. До 1973. године доминира усељење радне снаге, са највећим интензитетом у касним 60-им. Најбројније групе усељеника су из Финске и бивше Југославије међу којима има и ратних избеглица.
| Порекло                         | Странци по земљи рођења |
| ------------------------------- | ----------------------- |
| Финска                          | 186.600                 |
| Србија и Црна Гора              | 74.600                  |
| Ирак                            | 70.000                  |
| Босна и Херцеговина             | 54.500                  |
| Иран                            | 54.000                  |
| Норвешка                        | 45.000                  |
| Пољска                          | 43.500                  |
| Данска                          | 41.700                  |
| Немачка                         | 40.800                  |
| Турска                          | 35.000                  |
| Чиле                            | 27.700                  |
| Либан                           | 21.100                  |
| Велика Британија                | 16.800                  |
| Тајланд                         | 16.300                  |
| Сирија                          | 16.200                  |
| САД                             | 15.300                  |
| Сомалија                        | 15.300                  |
| Мађарска                        | 13.700                  |
| Индија                          | 12.900                  |
| Румунија                        | 12.500                  |
| Вијетнам                        | 12.000                  |
| Кина                            | 11.900                  |
| Етиопија                        | 11.200                  |
| Грчка                           | 10.800                  |
| Остатак Скандинавије            | 277.100                 |
| Западна Европа                  | 106.400                 |
| Источна Европа                  | 326.100                 |
| Бивши Совјетски Савез           | 37.800                  |
| Блиски исток                    | 223.700                 |
| Остатак Азије                   | 91.700                  |
| Суб-сахарска Африка             | 51.000                  |
| Северна Америка                 | 26.500                  |
| Јужна Америка                   | 55.500                  |
| Океанија                        | 3.500                   |
| Укупно странаца                 | 1.199.300               |
| подаци из децембра 2004. године |                         |

## Религија
Већина (78%) припада Шведској цркви која је одвојена од државе 2000. године. Друге хришћанске деноминације укључују римокатоличку, православну и баптистичку као и друге хришћанске евангелистичке цркве. Неко од Лапонаца су анимисти. Услед усељења порастао је удео и муслимана. Претпоставља се да је само 5% становништва религиозно.

## Статистика
- Становништво: 8.875.053 (процена јул 2001)
- Стопа раста становништва: 0,02% (2001. процена)
- Раст становништва: просечно 1 особа/15 минута
- стопа наталитета: 9.91 рођења/1.000 становника (2001)
- стопа морталитета: 10.61 смрти/1.000 становника (2001)
- Нето стопа миграције: 0.91 миграната/1.000 становника (2001)
- Стопа укупног фертилтета: 1.53 рођене деце/жени (2001. процена)
- Стопа смртности одојчади: 3.47 смрти/1.000 живорођених (2001. процена)
- Очекивано трајање живота на рођењу: 79.71 година
  - Мушкарци: 77.07 година
  - Жене: 82.5 година (2001. процена)

## Старосна структура
- 0-14 година: 18,19% (мушкарци 828.308; жене 786.353)
- 15-64 година: 64,53% (мушкарци 2.911.949; жене 2.814.730)
- 65 година и више: 17,28% (мушкарци 649.296; жене 884.417) (2001. процена)

## Стопа укупног фертилитета
- 1950. год. 2,32 рођене деце по жени
- 1980. год. 1,68 рођене деци по жени

| Година | Стопа укупног фертилитета |
| 1989   | 1,70                      |
| 1990   | 1,90                      |
| 1991   | 1,90                      |
| 1992   | 1,90                      |
| 1993   | 1,90                      |
| 1994   | 2,04                      |
| 1995   | 2,00                      |
| 1996   | 1,97                      |
| 1997   | 1,70                      |
| 1998   | 1,76                      |
| 1999   | 1,83                      |
| 2000   | 1,53                      |
| 2001   | 1,53                      |
| 2002   | 1,54                      |
| 2003   | 1,54                      |
| 2004   | 1,66                      |
| 2005   | 1,66                      |
| 2006   | 1,66                      |

## Полна структура
- на рођењу: 1.06 мушкараца/жена
- испод 15 година: 1.05 мушкараца/жена
- 15-64 година: 1.03 мушкараца/жена
- 65 година и више: 0.73 мушкараца/жена
- Укупно становништво: 0.98 мушкараца/жена (2001. процена)

## Писменост
- Укупно становништво: 99% (1979. процена.)